# Kohte

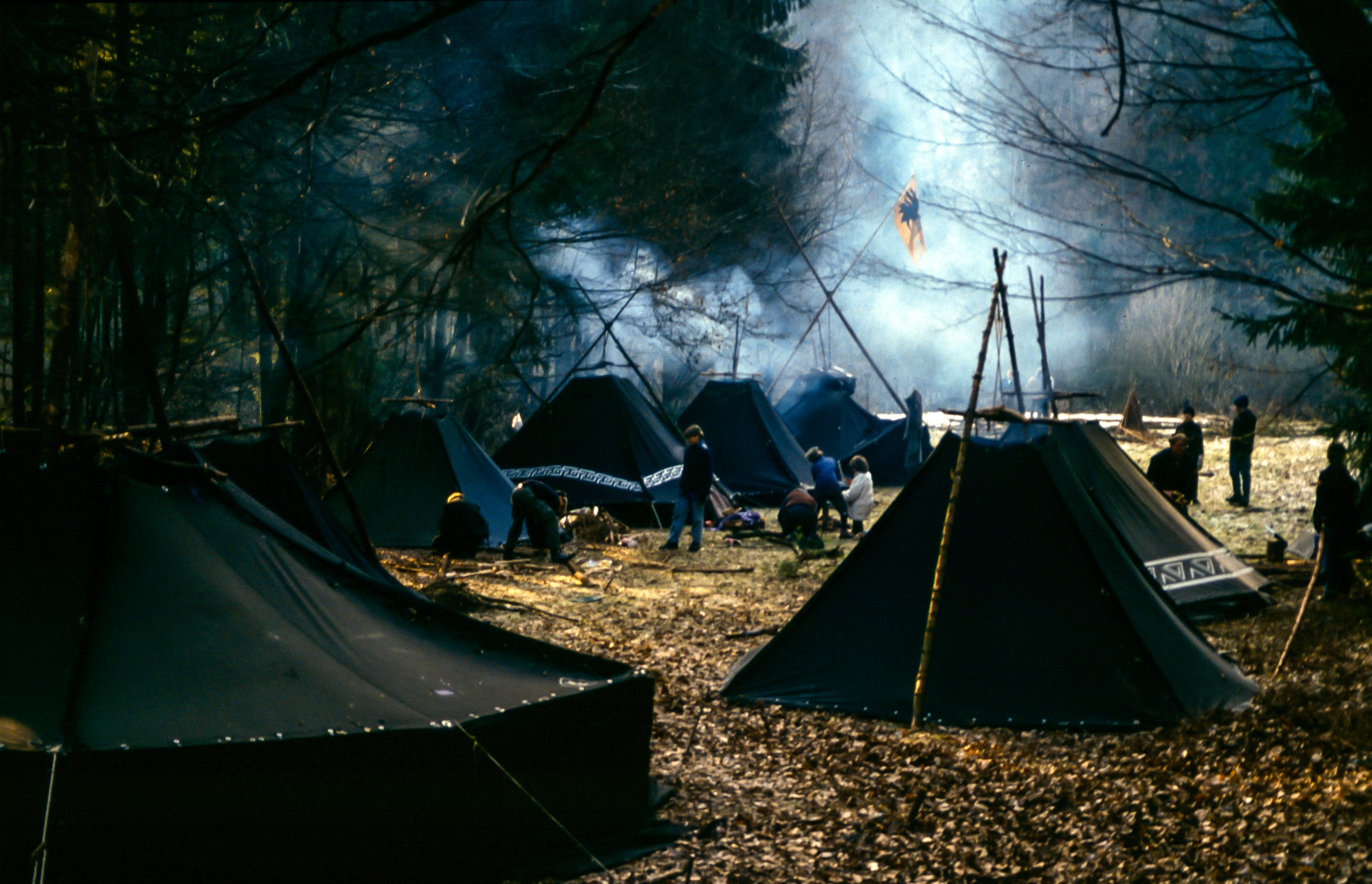
Kohten – typischer Aufbau. Links vorn eine Jurte

Die Kohte (auch Kote und Kothe) ist ein Zelttyp. Sie gehört zu den Schwarzzelten der deutschen Jugendbewegung, der deutschen Pfadfinder und mittlerweile auch anderer Jugendgruppen.

## Geschichte der Kohte

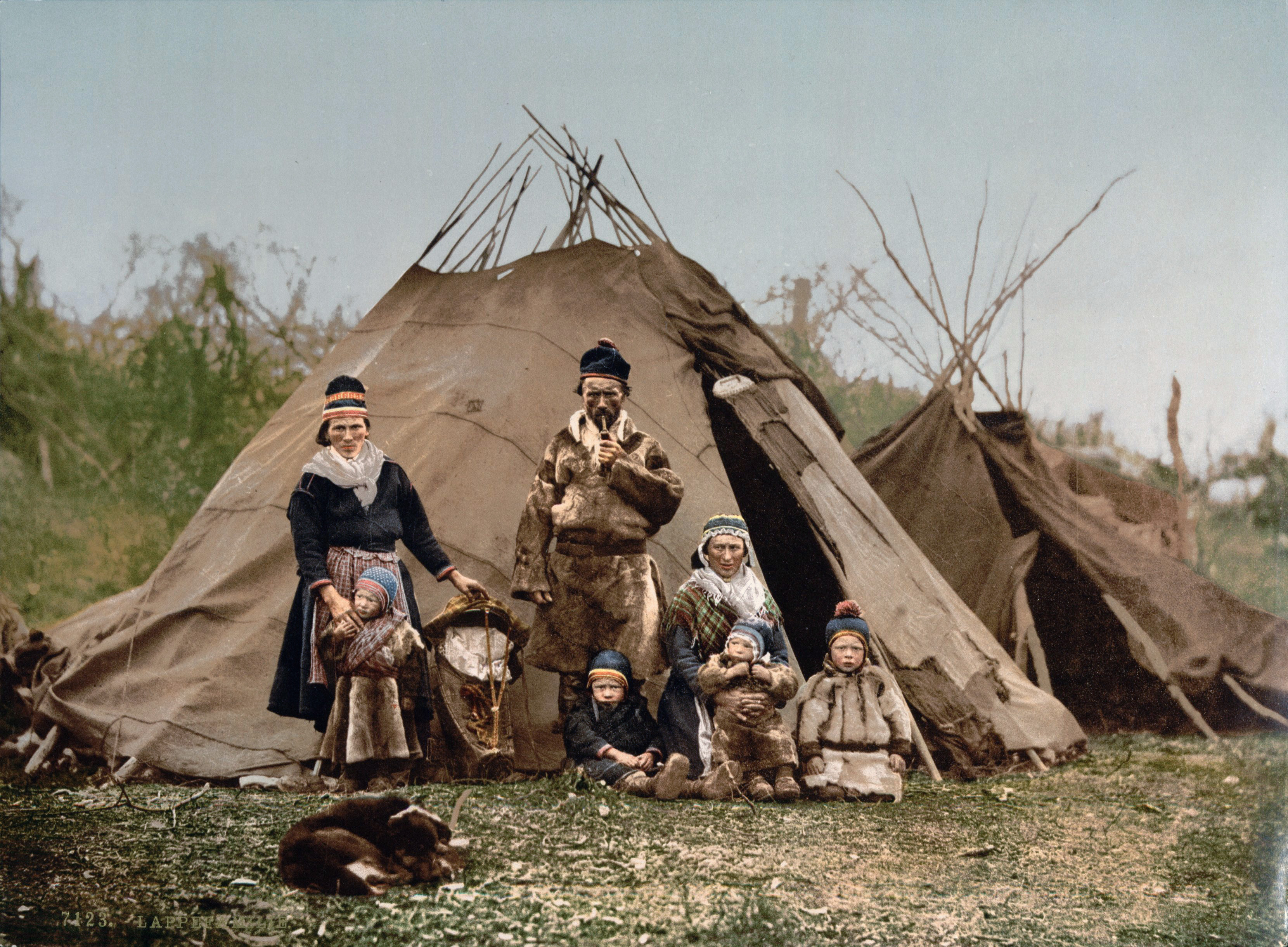
Norwegische Samenfamilie vor ihren Zeltkoten, ca. 1900

Die heute im deutschsprachigen Raum bekannte Kohte stammt ursprünglich aus der Deutschen (autonomen) Jungenschaft vom 1. November 1929, einem Bund innerhalb der Bündischen Jugend. Sie wurde um 1930 von Eberhard Koebel auf Basis der Zeltform der finnischen Samen (in der Region des Inari-Sees) entwickelt. Nach dem Zweiten Weltkrieg wurde sie von den Pfadfindern und anderen Gruppen übernommen, allerdings ist sie bis heute im Wesentlichen auf den deutschsprachigen Raum beschränkt.
Das Wort Kohte wird von Grimm als altes indogermanisches Lehnwort der finnosamischen Sprachen erklärt.
Der schwedische Begriff kåta umfasst neben den Torfhütten der Samen auch einen Zelttyp, der korrekter als lávvu bezeichnet wird. Das Lávvu ist ein rundes, kegelförmiges, transportables Zelt, das mit Fellen, Wolltuch oder Segeltuch gedeckt wurde und bei den Rentiernomaden Lapplands als standortunabhängige Behausung diente. Der Begriff Kote (in dieser Schreibweise) bezeichnet in erster Linie die permanenten Behausungen der Samen.

## Aufbau einer Kohte der Jugendbewegung

Typische Form einer Kohtenplane ohne Erdstreifen

Typische Form einer Kohtenplane mit Erdstreifen

Eine Kohte besteht in der Regel aus vier Baumwolltüchern (Kohtenblätter, Kohtenbahnen oder Kohtenplanen genannt). Dies sind zwei an der Längsseite vernähte Stoffdreiecke, denen die Spitze abgeschnitten wurde. Diese lassen sich in Schlaufentechnik unter Verwendung von Regenabdeckleisten regendicht verbinden. Die Kohtenblätter werden an ein gebundenes Kreuz gehängt, das ursprünglich von einer Schere aus zwei Stangen gestützt wurde. Inzwischen sieht man aber am meisten die Variante, bei der das Kreuz frei hängend an eine außerhalb des Zeltes stehende Schere gebunden wird. Je nach Situation findet auch ein Mittelmast, an dem die Kohte hochgezogen wird, Verwendung. Die Schere oder der Mittelmast fällt nicht um, da sie/er durch Zug des Zeltes gehalten wird. Eine Kohte kann aber auch an jedem beliebigen senkrecht darüber befindlichen Punkt befestigt und hochgespannt werden. Eine gefährliche Variante ist ein Baum im Wind, der eine Kohte leicht zerreißen kann. Durch zusätzliches Abspannen von vier weiteren Ecken entsteht eine insgesamt achteckige Grundform.
Durch diese Konstruktion muss eine Gruppe auf Wanderung nur vier Kohtenblätter, ggf. eine Rauchlochabdeckung und Seile mitnehmen. Die notwendigen Hölzer für Aufstellstangen, Kohtenkreuz und Heringe finden sich im Wald. Die Kohte ist ein Zelt für den ganzjährigen Gebrauch für bis zu 6–8 Personen (Durchmesser 4,18 m) (bezogen auf die am weitesten verbreiteten Abmessungen).
Eine Kohte hat keinen Boden und in der Mitte ein quadratisches Rauchabzugsloch. Dadurch kann im Inneren ein offenes Feuer gemacht werden. Das Rauchloch kann mit einer Abdeckplane oder einem Poncho abgedeckt werden, um Feuchtigkeit abzuhalten.
Manche Jugendgruppen bemalen ihre schwarze Kohte großflächig mit meist weißen Motiven. Die Farbe schadet dabei mehr oder weniger dem Gewebe, das durch die Farbe brüchig wird. Deshalb wurden anfangs farbige Ornamentstreifen angebracht. Heute gibt es nur wenige Gruppen, die sich diese Mühe machen, zumal die Kohten ohne Ornamentstreifen ausgeliefert werden.

### Sonderkonstruktionen aus Kohtenblättern
Eine oder zwei einzelne Kohtenblätter können für ein Klein- oder Biwakzelt eingesetzt werden: Ein einzelnes Blatt wird mit der schmalen Seite am Boden festgesteckt. Die breitere Seite wird durch eine senkrechte Stange offen gehalten. Dieses Zelt, wegen seiner Form meist „Kröte“ genannt, ist ein provisorischer Wetterschutz für die Nacht und kann eine Person mit Gepäck aufnehmen. Die offene Seite kann problematisch sein und wird deshalb gerne mit einem Poncho abgedeckt. Zwei Kröten mit ihren offenen Seiten gegeneinander gebaut, sind eine Unterkunft für zwei Personen (+ Gepäck), die „Lokomotive“ oder „Lok“ genannt wird.
Darüber hinaus ist das Kohtenblatt durch seine Form und Verbindungselemente geeignet, auch große bis sehr große Zelte zu realisieren. Die Verwendung von mehr als vier Blättern und der Anbau von Seitenwänden aus Erdstreifen und/oder Viereckplanen ermöglicht die Konstruktion von Jurten. Diese können wiederum zu „Burgen“ vereinigt werden und dann im Extremfall mehrere hundert Quadratmeter beinhalten. Der Phantasie sind kaum Grenzen gesetzt. Da derartige Bauten stets Aufhängepunkte benötigen (siehe oben), müssen Stangen und Seile ausreichend dimensioniert sein.

## Varianten
Unter dem Namen „Elesco“ vertrieb das Traditionsunternehmen Stromeyer bereits 1936 ein Kothenmodell, das die bis heute typischen Maße aufwies und in den Farben schwarz, feldgrau und oliv lieferbar war. Auch nach dem Zweiten Weltkrieg waren zumeist die Planen von Stromeyer im Umlauf. Dies blieb so bis weit in die 1980er Jahre. Bei den bis dahin in Deutschland gefertigten Planen wurden zum Knöpfen die aus Aluminium gefertigten Zeltbahnknöpfe der Bundeswehr, Knebel aus Hartholz sowie Schlaufen und Metallösen eingesetzt. In den 1980er Jahren stand neben den Standardplanen in zwei Gewichtsklassen aus hochwertigem Zeltstoff auch ein besonders schweres feuerfestes Modell im Angebot. Mit der Insolvenz von Stromeyer und dem Produktionsstopp 1984 wurde der Markt neu aufgeteilt. Die ausgekoppelte Stromeyer Innovation GmbH in Radolfzell produzierte bis zur Übernahme durch die Mehler AG im Jahr 1990 weiter, wobei bereits vor der Übernahme aus Kostengründen auf die qualitätvollen hölzernen Knebel verzichtet wurde und stattdessen Ersatz aus weißem Kunststoff zum Einsatz kam. Unter Mehler wurden Schwarzzelte über das jetzt nur noch als Markenname existierende Logo Stromeyer zeitweilig in einer unternehmenseigenen Produktionsstätte in Tschechien vertrieben. Ab 1988 brachte der Hersteller „Troll“ mit einem veränderten Knüpfsystem – nur noch Schlaufen statt Knöpfe sowie keine Metallteile – eine Marktneuheit. Weitere kleine Produzenten folgten.
Heute werden von unterschiedlichen Herstellern Kohtenplanen in verschiedenen Varianten angeboten. Diese unterscheiden sich in ihrer Größe, dem verwendeten Material, der Farbe, dem Knüpfsystem sowie einem am bodennahen Ende einer Zeltbahn angesetzten Erdstreifen, der entweder einzeln anknöpfbar ist oder bereits vom Hersteller mit der Plane vernäht wurde. Diese Erdstreifen sind bereits seit den frühen 1950er Jahren in Verwendung. Einige moderne Systeme der verschiedenen Hersteller sind miteinander kompatibel, bei anderen muss bei einem Nachkauf darauf geachtet werden, die passende Plane zu finden. Moderne Kohtenbahnen werden je nach Hersteller zumeist in Schwarz, Naturweiß und Bordeauxrot ausgeliefert.
Seit einigen Jahren bietet das 2001 von ehemaligen Stromeyer-Mitarbeitern gegründete Unternehmen Tortuga aus Radolfzell auch eine größere Variante unter der Bezeichnung „Wanderkohte“ mit angebautem Erdstreifen an. Im Gegensatz zu den klassischen Kohtenbahnen können aus den Planen der Wanderkohte keine Jurten gebaut werden, da das Verbindungssystem zu den Viereckplanen fehlt. Ein Taschenverschluss macht die Bahnen zudem mit der übrigen Kohtenwelt inkompatibel.

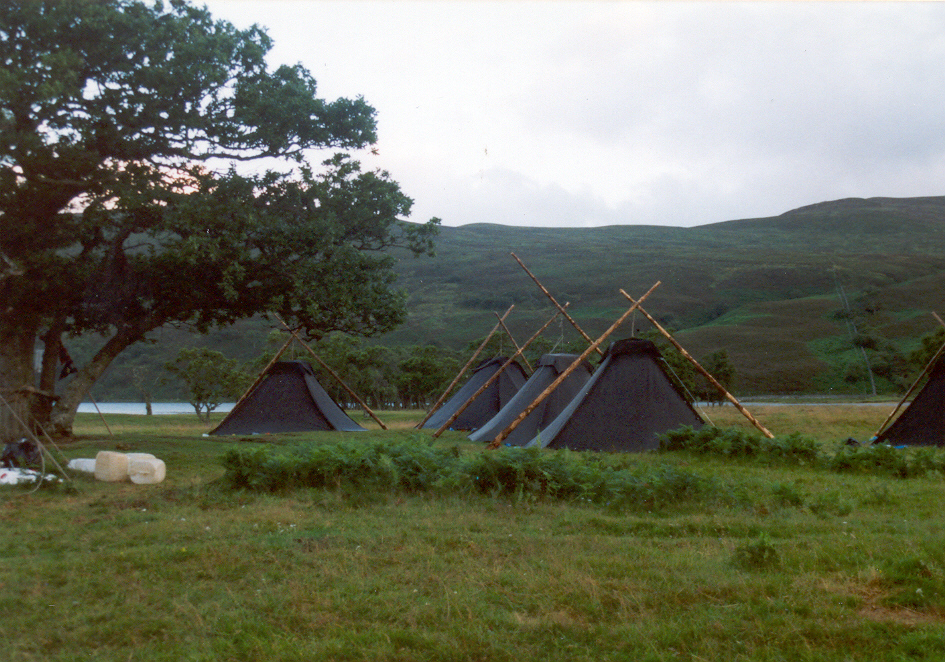
Kohten-Dorf
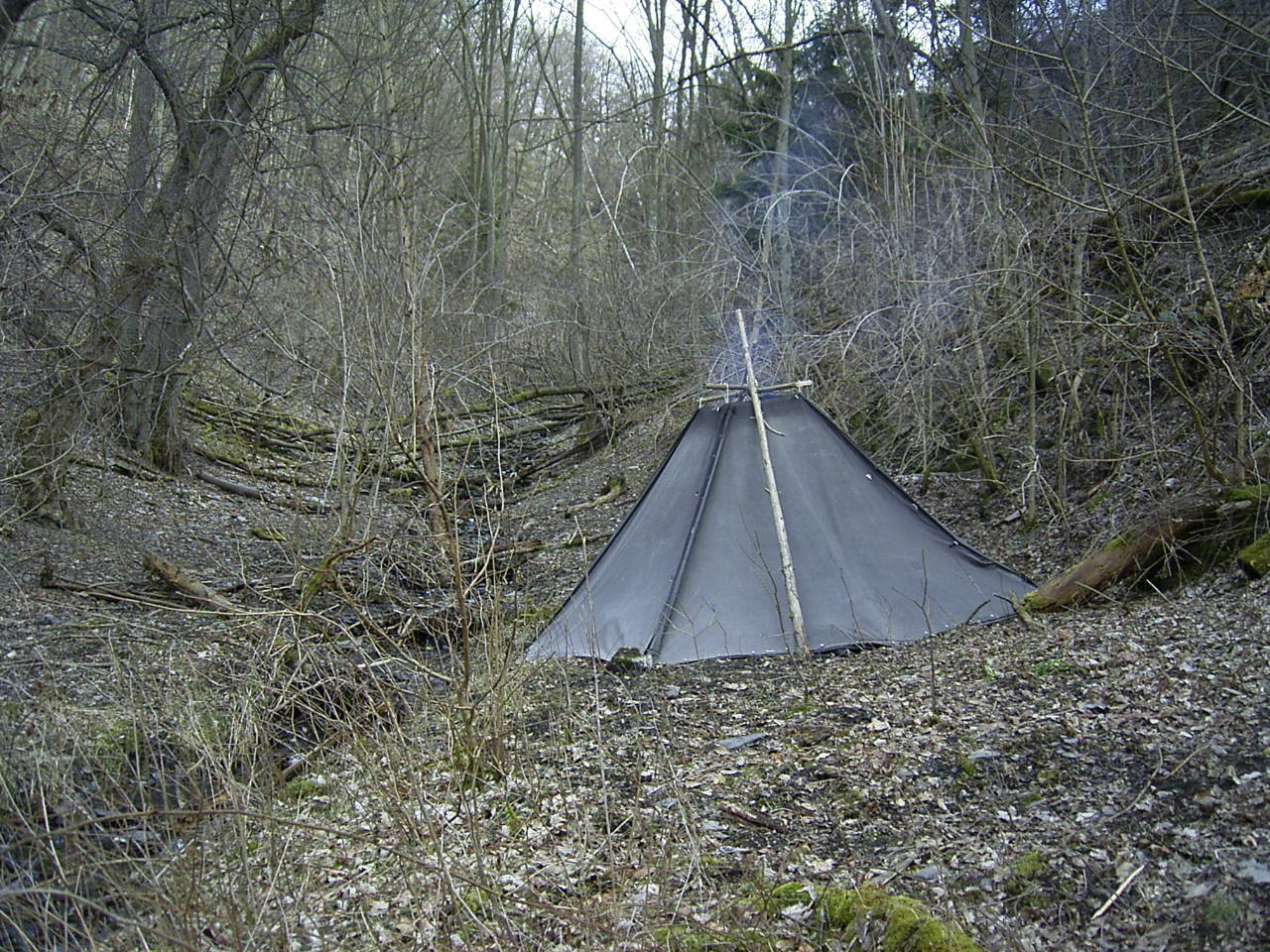
Klassische Konstruktion mit zwei Baumstämmen
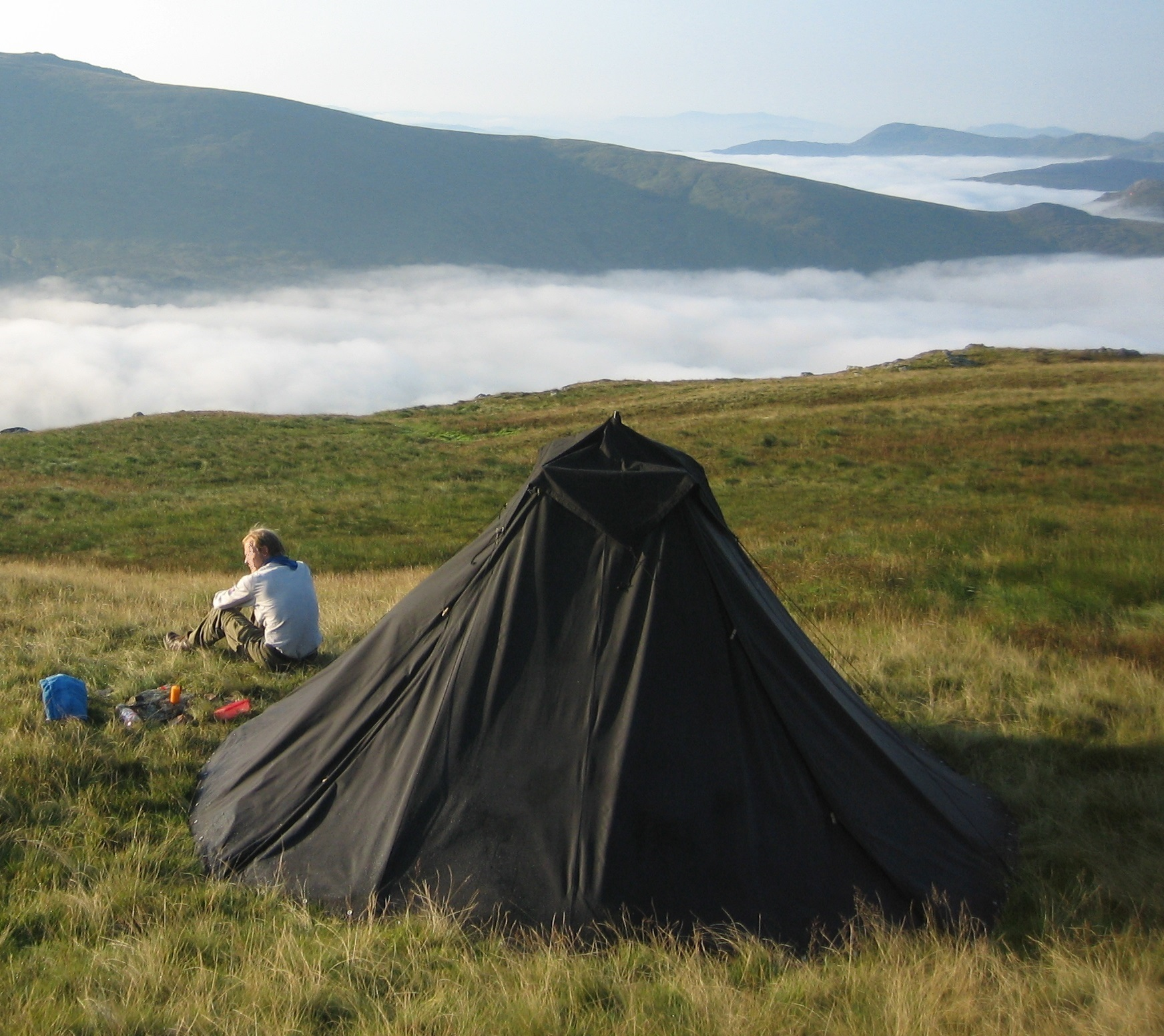
In baumloser Umgebung mit Innenstange
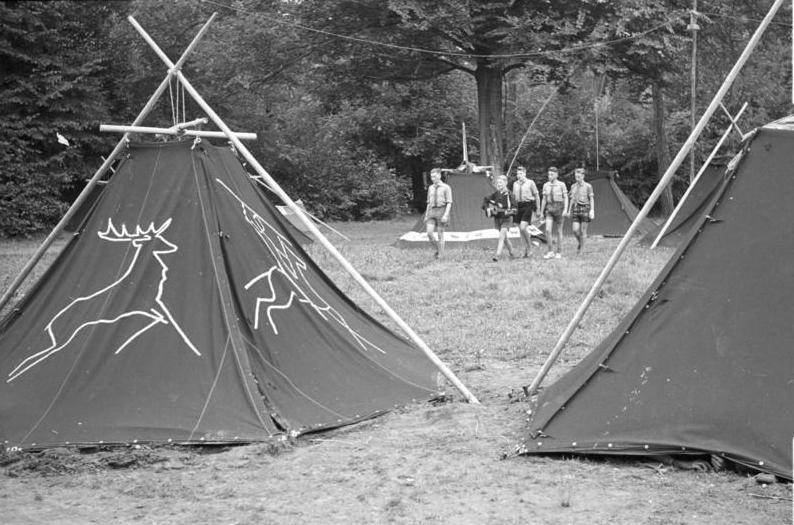
Bemalte Kohten auf dem Bundeslager CPD 1960 bei Fridingen
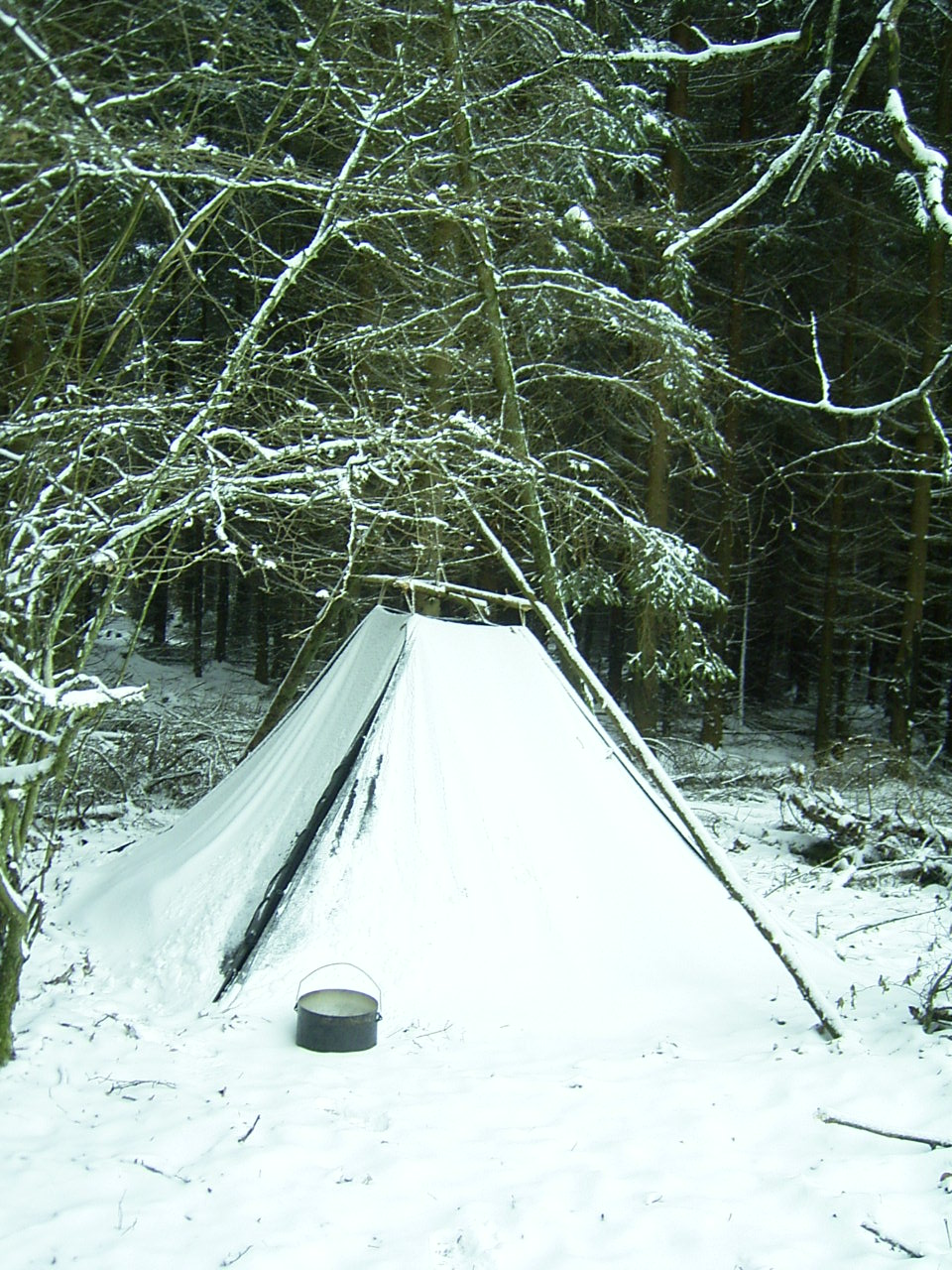
Auf Winterfahrt
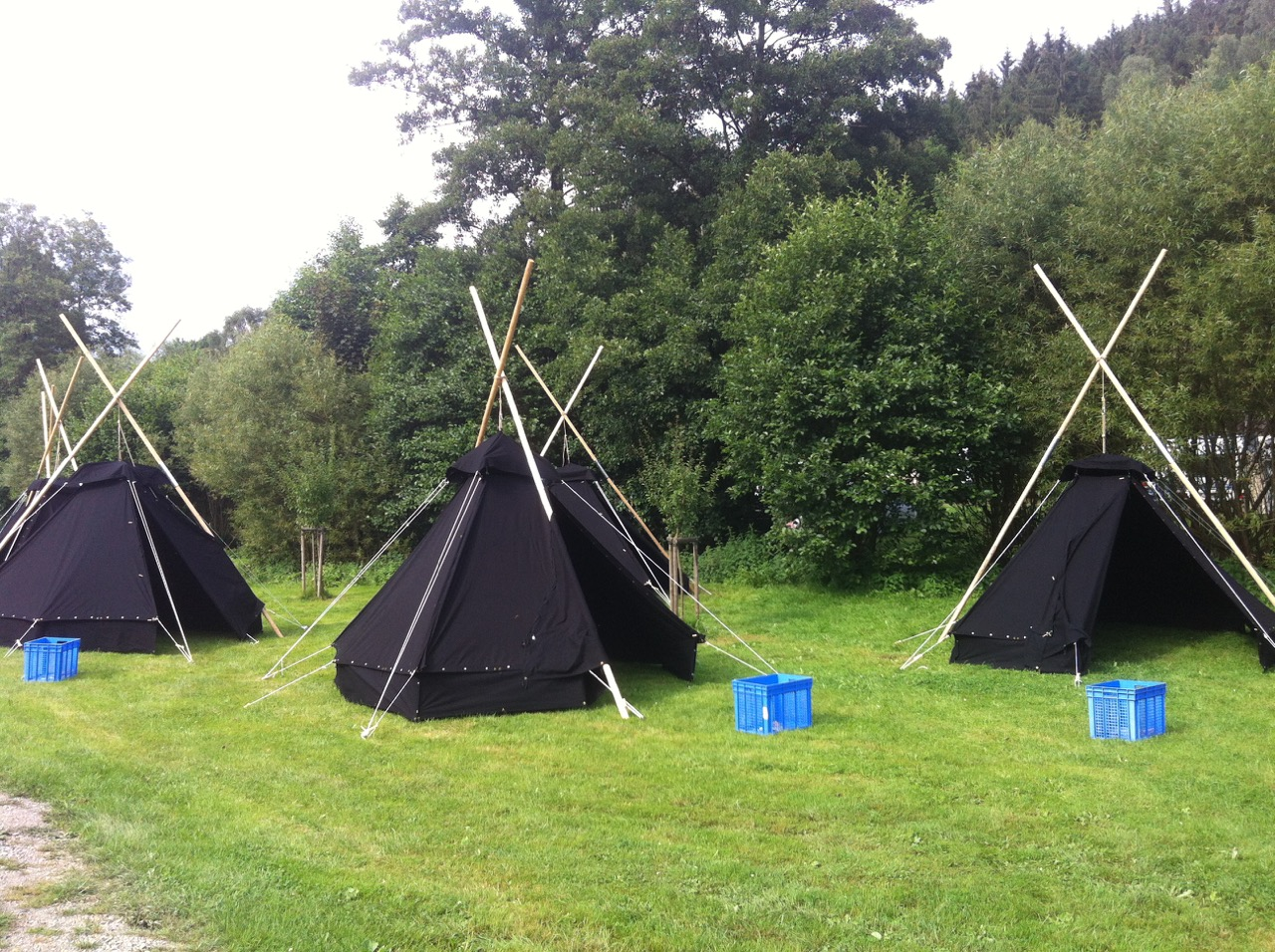
Kohten mit angeknöpftem Erdstreifen